# أولفا خسية
أولفا خسية  أو خَسّ بحري أو أُشْنَة خسِّيَّة (الاسم العلمي:Ulva lactuca) هي نوع من الطحالب خضراء يتبع جنس الأولفا من الفصيلة الأولفاوية.